# 空賊
空賊（くうぞく）は、主に武装した航空機などを用いて、航行中の航空機や地上の町を襲撃し、略奪行為を行う盗賊のこと。空の盗賊。基本的にSFやファンタジー作品に登場する。

## 概要
多くは海を舞台にした海賊、山を根城にした山賊などの、いわゆる盗賊のイメージをそのまま空に移したものとして描かれる。一機、もしくは複数の航空機を所有して一団をなし、海賊や山賊と同様の行為を行う。物語の世界観によって、現実的な航空機を用いているものもあれば、飛行空母や、魔法などの特殊な技術を用いた航空機を用いているものもある。義賊として描かれるものも多い。

## 用例
日本では、田中貢太郎の怪談「追っかけて来る飛行機」（1934）の中に「空賊」という語が登場している。
ドイツ語では「Luftpirat」という語が1908年に登場している。英語には「空賊」を一語で表す単語はなく、空の海賊ということから一般的には「Air pirate」や「Sky pirate」などと表記されるが、どちらも20世紀初頭には登場している。

## 現実における事例
第一次世界大戦中の1917年4月23日、英国向けの木材を積荷として北海を航行中だったノルウェーの民間帆船「ロイヤル（ROYAL）」号が、ドイツ帝国海軍のツェッペリン飛行船L23 (en:Zeppelin LZ 66) 号の搭乗員に乗り込まれて拿捕された。遭遇後、ツェッペリンは船の上を旋回したのち、すぐ近くに来ると船首正面に爆弾を落として停止させた。そして近くに降りた飛行船から3人のドイツ人が船に送り込まれ、「ロイヤル」号の船員は閉じ込められた。翌朝ドイツ海軍の駆逐艦が現れ、さらに人員が乗り込んできた。しかし彼らは帆や索具を操ることができなかったため、閉じ込めていた船員らを解放すると、船をドイツのクックスハーフェンへと向かわせるよう命じ、翌朝に到着した。「ロイヤル」号はドイツの裁判所に押収され、売却された。その後は戦時中も戦後もドイツの色々な海運会社に売却されて使われたが、1924年にスクラップとなった。
歴史的に非正規軍が（有人）軍用機を運用した事例は少ないが、例として、1995年のタリバンのMiG-21戦闘機によるエアスタン事件が挙げられる。

### 比喩表現
ハイジャック犯のことを英語で「Air pirate」と呼ぶことがある。世界で初めて記録された航空機ハイジャック事件は1931年に起きており（非公式だが1929年の発生事例もある）、「Air pirate」という語はその何年も前から存在していた。また日本でも、日本航空ハイジャック事件が続けて起きた1970年代には、ハイジャック犯のことを「空賊」と呼称した記事がいくつか出ているが、現在はその意味で使われることはあまりなくなっている。
ベトナム戦争のベトナム民主共和国では、北爆を行うアメリカ空軍を指して「ヤンキーの空中海賊」と蔑称で呼称した。
2021年5月23日にアテネからヴィリニュスに向かうライアンエアー4978便がベラルーシ領空でベラルーシ空軍の戦闘機によりミンスク・ナショナル空港へ緊急着陸させられ、搭乗していた政治活動家でジャーナリストのラマン・プラタセヴィチらが拘束された事件において、日本語圏における報道で「空賊」という表現が使われた。

## 空賊が登場する作品（20世紀前半）
20世紀末頃からはさまざまな作品で題材とされているため、ここでは前半に絞った。

### 小説
- ジュール・ヴェルヌ『征服者ロビュール』（1886）とその続編『世界の支配者』（1904） - 「空賊」という語は使われていないが、地上にいる人物を飛行船で拉致する展開がある。
- オスカー・ホフマン (SF作家)（ドイツ語: Oskar Hoffmann (Autor)）〈空賊と彼の飛行船（ドイツ語: Der Luftpirat und sein lenkbares Luftschiff）〉シリーズ（1908-1911） - ドイツのパルプSFで、「Luftpirat（空賊）」と呼ばれるモルス船長が出てくる。
- ギャレット・P・サービス「スカイ・パイレート（英語: The Sky Pirate (novel)）」（1909） - 「Sky Pirate（空賊）」と呼ばれるアルフォンソ・ペイトン船長。
- ジョン・A・ヘファーナン（John A. Heffernan） The Sky Police（1910）[11]
- スティーヴン・ギャラード（Stephen Gaillard） The Pirates of the Sky: A Tale of Modern Adventure（1915）[12][13]
- ガイ・ソーン（英語版）『空賊』The Air Pirates（1919） - 高速飛行艇を操る正体不明の賊に旅客飛行艇が襲撃・略奪される。
- ジョン・W・キャンベル「空中海賊株式会社」 Piracy Preferred （1930） - 『暗黒星通過！』 The Black Star Passes （1953）所収。邦訳では「空賊」という語は使われていない。原語では「The Pirate」と表記[14]。
- A・H・ジョンソン（A. H. Johnson）The Raid of the Mercury（1931）[15]
- 田中貢太郎「追っかけて来る飛行機」 - 『日本怪談全集 第一巻』（改造社、1934）所収[1]。空賊自体が登場するわけではないが、「空賊」という語が登場。

### 実写映画
- Pirates of 1920（1911） - サイレント映画[16][17]。
- フィリバス（英語: Filibus）（1915） - マリオ・ロンコローニ（Mario Roncoroni）が監督したイタリアのサイレント映画。

### アメリカン・コミックス
- Green Lantern Vol 1 #27（1947） - Sky Pirate がグリーンランタンの敵（ヴィラン）として登場した。